# Мауно Пеккала
Мауно Пеккала (фін. Mauno Pekkala 1890, Пяйят-Гяме, Фінляндія — 1952, Гельсінкі, Фінляндія) — фінський державний і політичний діяч, прем'єр-міністр Фінляндії (1946 — 1948), міністр оборони Фінляндії. 

## Життєпис
прем'єр-міністр Фінляндії, Міністр оборони Фінляндії.
Здобув освіту з філософії та лісівництва, з грудня 1926 по грудень 1927 — міністр сільського господарства в кабінеті Вяйньо Таннера.  
З грудня 1939 по травень 1942 — міністр фінансів у кабінетах Рісто Рюті і Й. Ранґелла. 
У 1944 вийшов з Соціал-демократичної партії Фінляндії (СДПФ) і перейшов у Демократичний союз народу Фінляндії (ДСНФ), з 1944 по 1952 представляв його інтереси у фінському парламенті.  
З квітня 1945 по березень 1946 року — міністр оборони Фінляндії в кабінеті Юго Паасіківі. 
Після обрання Паасіківі президентом Фінляндської Республіки 26 березня 1946 Пеккала став його наступником на посту прем'єр-міністра, очолював коаліційний уряд, куди входили представники СДПФ, ДСНФ, Аграрної ліги і Шведської народної партії.  
6 квітня 1948 в Москві Пеккала від імені уряду Фінляндії підписав договір про дружбу, співпрацю і допомогу з Совєцьким Союзом.  
29 липня 1948 замінений на посту прем'єра на Карла-Августа Фагергольма. 
У 1950 балотувався в президенти Фінляндії від НДЛФ, але набрав лише 67 з 300 голосів вибірників, програвши Паасіківі. 